# Senza di te (Fabrizio Moro)
Senza di te è un singolo del cantautore italiano Fabrizio Moro, pubblicato il 18 novembre 2022 come primo estratto dal terzo EP La mia voce vol. 2.

## Descrizione
Il brano è scritto dallo stesso cantautore, il quale ha anche curato la produzione con Roberto Cardelli e Giordano Colombo.

## Video musicale
Il video musicale, diretto dallo stesso Fabrizio Moro insieme ad Alessio De Leonardis, è stato pubblicato il 25 novembre 2022 attraverso il canale YouTube del cantautore.

## Tracce
Testi di Fabrizio Mobrici, musiche di Fabrizio Mobrici, Roberto Cardelli e Roberto Maccaroni.
1. Senza di te – 3:14